# Forstamt Breitenau

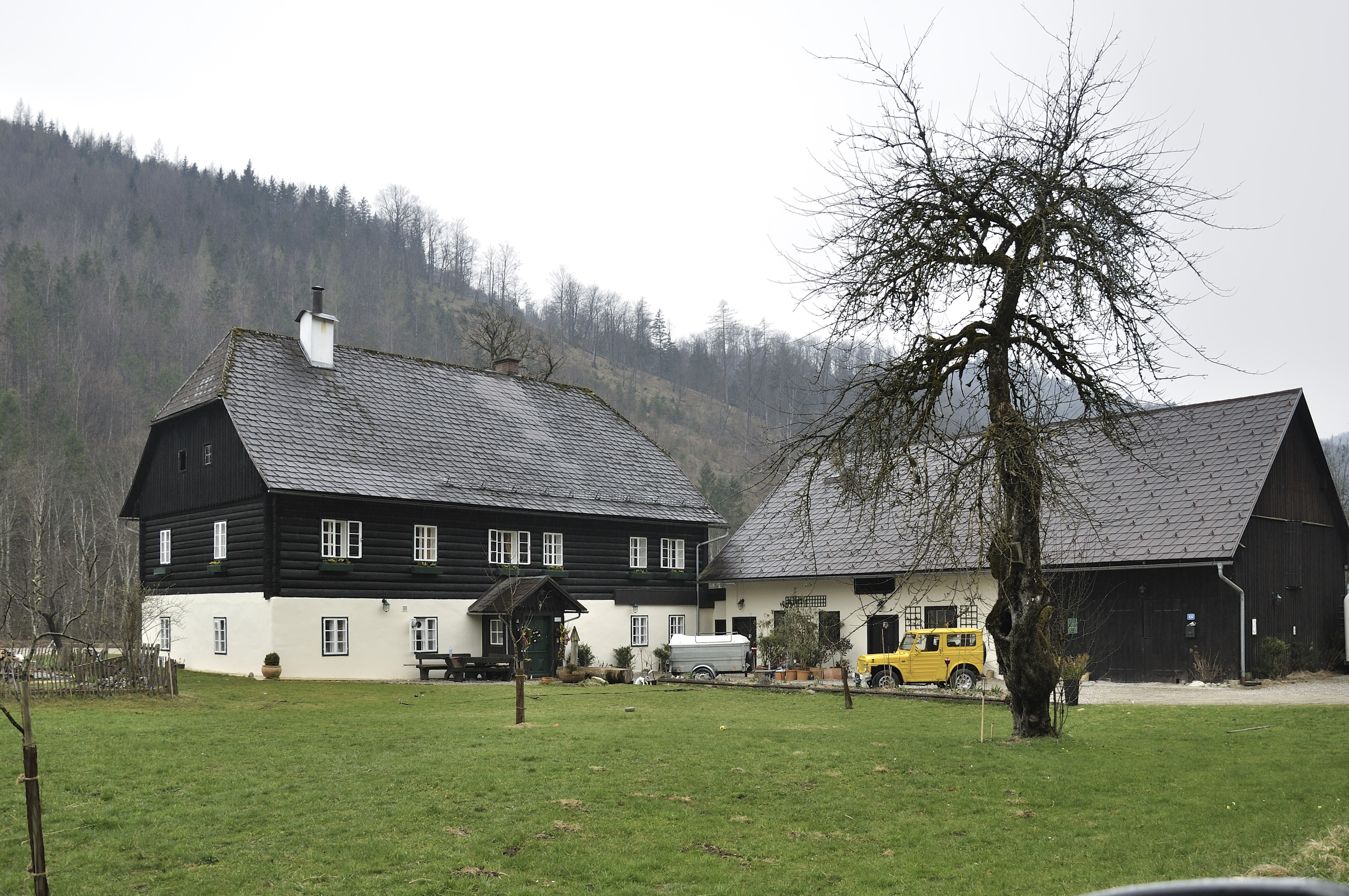
Forstamt Breitenau mit Stall

Das Forstamt Breitenau in der Marktgemeinde Molln in Oberösterreich besitzt die Adresse Breitenau Nr. 102 (früher Breitenau Nr. 9) und steht unter Denkmalschutz (Listeneintrag).

## Lage
Das Forstamt Breitenau liegt am rechten Ufer des Hausbaches, einem Zufluss der Krummen Steyrling, zwischen dem Lindeck (Gipfelhöhe 1002 Meter) in Norden und den Erhebungen Fürsteneck (821 Meter) bzw. Kienberg (790 Meter) im Süden.

## Geschichte
Das bäuerliche Kleingehöft wurde 1583 erstmals schriftlich erwähnt.
Die ursprünglich ebenerdige Sölde wurde in den 1930er-Jahren in Holzbauweise aufgestockt.
Eigentümer des Hauses sind die Österreichischen Bundesforste.

## Beschreibung
Das zweigeschoßige Gebäude mit Schopfdach verfügt über sechs Fensterachsen traufseitig und zwei Achsen giebelseitig. Das Obergeschoß ist in Holzbauweise ausgeführt.